# 李西妍
李西妍（韓語：이서연，1978年—），韓國女演員，1997年獲得KBS超级才艺大赛金奖，同年出演《新娘的房間》。2002年一度退出演藝事業，2006年又復出並在《歐巴桑向前衝》中亮相。